# NGC 873
NGC 873 је спирална галаксија у сазвежђу Кит која се налази на NGC листи објеката дубоког неба.
Деклинација објекта је - 11° 20' 55" а ректасцензија 2h 16m 32,3s. Привидна величина (магнитуда) објекта NGC 873 износи 12,6 а фотографска магнитуда 13,3. NGC 873 је још познат и под ознакама MCG -2-6-48, IRAS 02140-1134, PGC 8692.